# ファンタジーウォーカー
『ファンタジーウォーカー』（Fantasy Walker）はハンゲームで運営されていたヴァンガード開発のロールプレイングゲーム。稼働開始当初はじっくりゲームに分類されていたが、現在ではかんたんゲームからも公式サイトへのリンクが張られている。2009年12月16日にオープンβテストを、2010年1月20日より正式サービスを開始した。2011年6月20日にサービス終了した。
Adobe Flashで動作するブラウザゲームであり、専用クライアントのインストールは不要。基本料金無料のアイテム課金形態。

## 概要
エンカウントから戦闘中の行動まで全て自動で行われる、ログアウトしてもゲームが進行し続け、その間パーティの身に起きた出来事のログが閲覧できるなど、システムが一般的なコンピュータRPGと大きく異なる。
プレイヤーが操作出来ることは、仲間を選びその装備や隊列の入れ替え、スキルの分配や目的地の設定に限られている。
公式サイトによれば、チャットなど一般のオンラインRPGには必ず存在するコミュニケーション機能を排除したのは、他プレーヤーとの接点をあえて抑え、子どもが安心してプレイできるようにするためだという。
ワールドはウーヌス・デュオ・トレース・クアトル・クインティア・ゼクスト・セプテム・オクトー・ノウェム・ディケムの10。

## 戦闘
前述の通り自動で行われるため、プレイヤーも含め全てのキャラクターを操作出来ない。戦闘が終わるごとに全回復し、勝利した場合でも戦闘の結果によりもらえる経験値などに差が出る。また、10ターンで双方全滅しなかった場合は撤退となる。敗北した場合のペナルティはダンジョンの一階に戻るだけである。
戦闘が終了すると勝利ポイントと呼ばれるものが加算され、戦闘勝利数や敗北数、獲得ゴールドと共にスコアの役割を持っている。

## ファンタコイン
ハンコインからチャージできるゲーム内通貨。倉庫拡張やスキルリセット、アイテムが当たるガチャなどに使用する。1FC=1円。2010年3月17日メンテナンス以降、1日1回のログインで5FC（ファイナルシーズンは150FC→200FC）もらえるようになった。

### チケット
課金しなくてもガチャを回したり、特定アイテムの購入ができるアイテム。1日1回のログインで1枚（ファイナルシーズンは5枚）もらえるほか、ボスを倒した際の貢献度に応じて配布されることもある。ブロンズ、シルバー、ゴールドの3種があり、ブロンズ100枚→シルバー1枚、シルバー10枚→ゴールド1枚に変換可能。

## 勇者たちの歴史
ゲームが進行するにつれ各ワールドごとに
- ダンジョンを始めて捜索したプレイヤー
- ダンジョンのボスと初めて対戦したプレイヤー
- ボスにとどめを刺したプレイヤー

の名前が記録される。魔王を倒したプレイヤーが最終的な勝者である王となりストーリーが完結（シーズン最終日の0：00までに倒せなかった場合は魔王が復活しバッドエンド）、サーバーメンテナンスで一部要素を除いてゲームが初期化されてメンテナンス終了後に次のシーズンがスタートする。
| シーズン | 期間                          | 魔王討伐ワールド                                                                 |
| -------- | ----------------------------- | -------------------------------------------------------------------------------- |
| 1st      | 2010年1月20日～4月14日        | ウーヌス・デュオ・トレース・クアトル・クインティア                               |
| 2nd      | 2010年4月14日～7月7日         | ウーヌス・デュオ・トレース・クアトル・クインティア・セプテム・オクトー・ノウェム |
| 3rd      | 2010年7月7日～9月28日         | 全ワールド                                                                       |
| 4th      | 2010年9月28日～12月22日       | なし                                                                             |
| 5th      | 2010年12月22日～2011年3月16日 | ウーヌス・デュオ・クアトル・クインティア・オクトー・ノウェム・ディケム           |
| 6th      | 2011年3月28日～2011年6月20日  | 全ワールド                                                                       |

## 酒場
ゴールドを払って仲間を雇うことができる。仲間はランダムに登場し、NPCのほかにユーザープレイヤーも登場し、その時にプレイヤーが装備していた武器品が初期装備として固定される。
1日5回（ファイナルシーズンは1日20回）まで無料でチェンジできる（5回目以降のチェンジはFCが必要）。プレイヤーを含めて最大9人まで雇用可能で、戦闘に参加できる人数はプレイヤーを含めて5人まで（プレイヤーは必ず戦闘に参加する）。
FCを消費すること一定期間で町以外でも酒場と市場が使用できるアイテムもある。

### 編成
前衛・中衛・後衛のいずれかにプレイヤーを配置する（各列3人まで）。後列の方がダメージが少なくなるが、後列を狙うモンスターもいる。武器にはそれぞれ射程が設定されており、適切な位置にプレイヤーを配置すると命中率に補正がかかる。

## 職業
各職業ごとに装備できるアイテムや覚えられるスキルが設定されている。レベルアップするとスキルポイントが与えられ、それを割り振ることでスキルを覚える。同じ武器に対するスキルでも職業が違えば覚えるスキルが異なるものもある。
| 職業名 | 習得可能スキル                                       | その他の特徴                                           |
| ------ | ---------------------------------------------------- | ------------------------------------------------------ |
| 戦士   | 剣攻撃、斧攻撃、槍攻撃、ダメージ減少・攻撃対象       |                                                        |
| 狩人   | 剣攻撃、短剣攻撃、弓攻撃、回避率上昇・攻撃対象       |                                                        |
| 騎士   | 剣攻撃・回復魔法、槍攻撃、ダメージ減少・パーティ強化 | 攻撃と回復を同時に行うスキルもある。                   |
| 武闘家 | 格闘系攻撃・回復魔法、槍攻撃、回避系                 | 攻撃と回復を同時に行うスキルもある。                   |
| 侍     | 剣攻撃、槍攻撃、弓攻撃、自己強化                     |                                                        |
| 魔術師 | 炎属性魔法、氷属性魔法、雷属性魔法                   |                                                        |
| 僧侶   | 光属性魔法、回復魔法、ダメージ減少魔法               | 回復魔法の消費MPが騎士や武闘家より少なく、種類も多い。 |

## アイテム
武器、防具（鎧・盾）、頭装備、食べ物にカテゴリ分けされている。
装備品は装備できるレベルが設定されており（2ndシーズン以降、設定レベル以下で装備すると効果減少のペナルティが課される）、商品の品揃えは街に応じて変化する。また、耐久度が設定されており、0%になると効果を発揮しなくなる（課金アイテムで耐久度の回復可能）。各種類25個まで所持できる。
FCを使えば倉庫を購入でき、最大300個までアイテムを預けられる（1ブロック25個×最大6ブロック）。
モンスターが落とすアイテムやガチャで当たるアイテムには、通常ショップで市販されているアイテムより能力の高い装備品が含まれており、☆が多いほど強力な装備品となっている。

## ダンジョン
ダンジョンの最下層にはボスモンスターが潜んでいる。ボスのHPは非常に高いが、回復魔法を使用しても戦闘開始時よりは回復しない。ボスにとどめを刺したプレイヤーが記録される。ダンジョンでは全滅するかボスと戦闘するともう一度1階から探索する。ボスが倒された後には代わりのボスが登場する。
また、パーティーには満腹度が設定されており、満腹度が0%になると街に帰ってしまう。食べ物がある場合は残り30%で自動的に食べる。食べ物を使用すると経験値が入手できるが、自動で食べた場合には経験値は入らない。

## ペット
2010年8月4日実装。チケットかFCで購入する。ステータス上昇効果があり、装備品アイテムをペットに与えることで成長する。☆の高いレアアイテムを与えると経験値の上昇が大きい。